# Tadeo O'Farrell
Tadeo O'Farrell (também Tadhg O'Farrell, Tadhg MacEoga ou Thady Farrell) (falecido em 1602) foi um prelado católico romano que serviu como bispo de Clonfert (1587–1602) e bispo auxiliar de Sigüenza, (1589–1599).

## Biografia
O'Farrell foi ordenado sacerdote na Ordem dos Pregadores. No dia 8 de junho de 1587, foi nomeado Bispo de Clonfert durante o papado de Sisto V. A 30 de agosto de 1587, foi consagrado bispo por Girolamo Bernerio, bispo de Ascoli Piceno, com Edmund MacGauran, arcebispo de Armagh, e Agostino Quinzio, bispo de Korčula, servindo como co-consagradores. Em 1589, foi nomeado como Bispo Auxiliar de Sigüenza. Em 1599, renunciou ao cargo de Bispo Auxiliar de Sigüenza. Serviu como bispo de Clonfert até à sua morte em 1602.